# Musculus pectoralis profundus
Der Musculus pectoralis profundus (lateinisch für „tiefer Brustmuskel“), Syn. Musculus pectoralis ascendens („aufsteigender Brustmuskel“) ist ein Skelettmuskel der Brustregion bei den vierfüßigen Säugetieren. Er entspricht etwa dem Musculus pectoralis minor des Menschen, ist aber bei den Quadrupeden der kräftigste Brustmuskel. Er wird vom Musculus pectoralis superficialis bedeckt. Der Musculus pectoralis profundus entspringt am Brustbein und zieht kraniolateral (kopfwärts-seitlich) zum Tuberculum minus des Oberarmknochens. Eine Aponeurose passiert die Ursprungssehne des Musculus biceps brachii und setzt dann am Tuberculum majus an.
Der tiefe Brustmuskel dient der Aufhängung des Rumpfes zwischen den beiden Vordergliedmaßen. Zudem zieht er die Vordergliedmaße nach innen (Adduktion) und nach hinten.
Der Muskel wird von den hinteren Brustnerven (Nervi pectorales caudales) innerviert.